# Castillo de Sala
El Castillo de Sala es una masía/fortificación del Brull (Osona) en la provincia de Barcelona, declarada Bien Cultural de Interés Nacional.

## Descripción
Construcción de planta rectangular con la fachada principal a levante. Consta de planta baja y dos pisos, con cubierta de teja a cuatro aguas. El edificio actual es el resultado de la ampliación del núcleo primitivo hacia el sur.
Destacan unas ventanas de aspillera visibles en los muros de tramontana y levante. Se accede a su interior por un portal de piedra fechado en el siglo XIX (1869). Su estructura interna responde a las necesidades propias de una casa de campo, con una planta destinada a almacenes y los pisos superiores a la vivienda. Son destacables las galerías porticadas del piso superior, restauradas recientemente. En el extremo de tramontana hay un último cuerpo añadido.

## Historia
Esta fortaleza esta documentada a partir del siglo XII. En la masía actual se guarda documentación de la familia desde 1270.
En cuanto al punto de vista arquitectónico, las ventanas aspilleras pueden fecharse en el siglo XIII; del siglo XVIII hay una con dintel reaprovechada en el sector norte de la fachada principal; del siglo XIX es todo el cuerpo sur y la remodelación de la fachada con el portal principal, y del siglo XX la restauración de las cubiertas y el repicado de la fachada principal. Su estado de conservación es óptimo y hoy funciona todavía como explotación agrícola.